# 博爾代什蒂-斯克埃尼

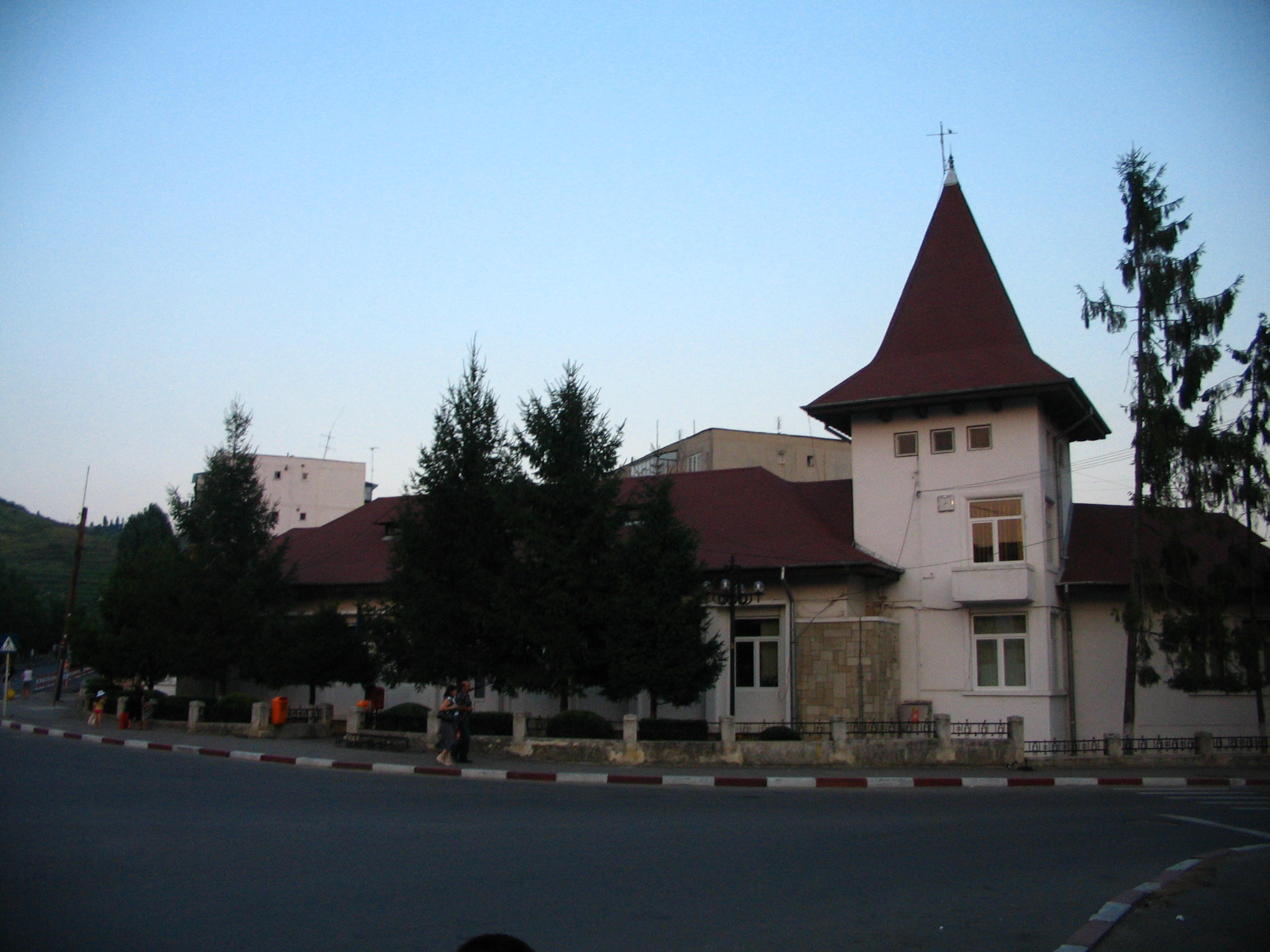

45°1′48″N 26°1′48″E / 45.03000°N 26.03000°E
博爾代什蒂-斯克埃尼（羅馬尼亞語：Boldești-Scăeni），是羅馬尼亞的城鎮，位於該國南部，由普拉霍瓦縣負責管轄，面積35平方公里，海拔高度205米，2011年人口11,137，人口密度每平方公里318人。